# Aigonnay
Aigonnay korábbi község Franciaország Új-Aquitania régiójában, Deux-Sèvres megyében. 2019. január 1-jén Sainte-Blandine és Mougon-Thorigné községekkel egyesült és az így létrejött Aigondigné új község része lett.
Lakosainak száma 634 fő (2018. január 1.). Aigonnay Fressines, Mougon, Prailles, Romans, Sainte-Néomaye és Thorigné községekkel határos.

## Népesség
A település népességének változása:
| Lakosok száma | 635  | 643  | 665  | 640  | 634  |
|               | 2013 | 2015 | 2016 | 2017 | 2018 |